# Pierre-Roland Giot
Pour les articles homonymes, voir Giot.
Pierre-Roland Giot, né le 23 septembre 1919 à Carolles (Manche) et mort le 1er janvier 2002 à Rennes, est un préhistorien français, considéré comme le créateur de l'archéologie armoricaine moderne.

## Biographie
Pierre-Roland Giot est le fils d'un artiste-peintre, originaire de l'Yonne, et d'une mère britannique. Enfant, il passe les vacances familiales à La Forêt-Fouesnant (Finistère). Lycéen brillant à Versailles, il poursuit ses études de géologie à Paris puis à Grenoble. À partir d'octobre 1943, il prépare et obtient un certificat de langue et de littérature celtiques à l'université de Rennes, et s'engage dans le renseignement pour la Résistance. En 1944, il crée, au sein de la faculté des sciences de Rennes, un laboratoire d'anthropologie préhistorique et intègre le CNRS à la fin de la guerre où il poursuivra toute sa carrière jusqu'en 1986.
En 1947, il devient conservateur du Musée de la Préhistoire finistérienne, où il avait travaillé durant la guerre. En 1950, il soutient sa thèse d’anthropologie physique, intitulée Armoricains et Bretons.

## Travaux
Avec ses étudiants, parmi lesquels figurent Yves Coppens, Jacques Briard et Jean L'Helgouach, rejoints plus tard par Charles-Tanguy Le Roux, Pierre Gouletquer, Jean-Laurent Monnier et Marie-Yvane Daire, il lance un programme de fouilles sur les sites préhistoriques de Bretagne. Chacun de ses collaborateurs se voit attribuer un champ de recherche précis avec une volonté de rééquilibrer géographiquement les recherches, notamment dans le domaine mégalithique, qui se sont jusque là surtout concentrées sur le Morbihan. Il va mener et diriger pendant quarante ans la fouille et la restauration de plusieurs sites mégalithiques de Bretagne, dont le cairn de Barnenez de 1955 à 1968 et les cairns de l'île Guénioc de 1960 à 1972, travaux au cours desquels il a formé toute une génération de préhistoriens.
Esprit ouvert, il contribue à l'introduction des nouvelles techniques scientifiques en archéologie : pétrographie des haches polies, spectroscopie des métaux, sédimentologie des gisements paléolithiques, dendrochronologie, archéologie aérienne. Il est ainsi à l'origine de la première datation au carbone 14 d'un monument funéraire (Guénioc en 1959).
Pierre-Roland Giot a joué, pendant plus de quarante ans, un rôle majeur dans la recherche archéologique en Bretagne, ses travaux couvrant toutes les périodes depuis le Paléolithique jusqu'au Moyen Âge.

## Distinctions et récompenses
Pierre-Roland Giot a reçu la Médaille d'argent du CNRS. En 1988 il a reçu l'Ordre de l'Hermine.
Pierre-Roland Giot était : 
- Commandeur de l'ordre des Palmes académiques
- Chevalier de l'ordre des Arts et des Lettres

## Publications
Auteur de très nombreux articles scientifiques et de plusieurs ouvrages, sa bibliographie, intitulée La Bretagne et l'Europe préhistoriques, publiée en 1990 par la Revue archéologique de l'Ouest, comprend 536 références.
- Armoricains et Bretons. Étude anthropologique ; Rennes, Institut d'anthropologie générale de la Faculté des sciences de Rennes, 1951, 158 p.
- Menhir et dolmens ; Châteaulin, éditions Jos Le Doaré, collection Images de Bretagne, Châteaulin, 1957, nombreuses rééditions.
- Crania armoricana. Corpus des crânes armoricains et bretons (tome I seul) ; Rennes, Laboratoire d'anthropologie préhistorique, 1961.
- La Bretagne. Préhistoire et protohistoire, avec Jean L'Helgouach et Jacques Briard ; P. Arthaud, collection Mondes anciens, 1962.
  - Auparavant édité en anglais chez Thames & Hudson, et traduit de l'anglais en espagnol (1962).
- Menhir et dolmens, monuments mégalithiques de Bretagne ; Châteaulin, éditions Jos Le Doaré, 1970.
- La Bretagne avant l'Histoire ; sans lieu, éditions Kendalc'h (coll. Breiz hor Bro), 1972.
- Préhistoire de la Bretagne ; Rennes, éditions Ouest-France, 1979, 444 p. - réédition 1996,  (ISBN 2-7373-2186-7)
- Protohistoire de la Bretagne, avec Louis Pape et Jacques Briard ; Rennes, éd. Ouest-France, 1979, 443 p.
- Archéologie du paysage agraire armoricain, avec M. Batt & M.-Th. Morzadec ; Rennes, Laboratoire d'anthropologie préhistorique, 1982.
- Les alignements de Carnac ; Rennes, éditions Ouest-France, 1983.
- Le niveau de la mer : A.M.A.R.A.I., Bulletin d'Information no 3, 1990.
- Le cairn de Barnenez : Rennes, éd. Ouest-France, 1991.
- La datation du passé, avec Loïc Langouët ; Rennes, Gmpca (supplément à la Revue d'archéométrie), 1992, 243 p.
- La Bretagne des mégalithes ; Rennes, Ouest-France (coll. Références), 1997, 127 p. (Réédition : 2002),  (ISBN 2-7373-2230-8)
- Les premiers Bretons d'Armorique, avec Philippe Guigon et Bernard Merdrignac ; Rennes, Presses universitaires de Rennes (coll. Archéologie et Culture), 2003, 246 p.  (ISBN 2-8684-7788-7)
- La Bretagne des mégalithes ; Rennes, éd. Ouest-France (coll. Itinéraires de découvertes), 2007, 143 p.  (ISBN 978-2-7373-4236-3) (BNF 41021347)